# 海南nobinos
海南nobinos（かいなんのびのす、Kainan nobinos）は、和歌山県海南市にある複合施設。
海南市海南図書館を核とし、図書館機能、市民活動・生涯学習活動支援機能、子育て支援機能、カフェ、広場などを有する。TRC海南（株式会社図書館流通センター、大揚興業株式会社、株式会社明日香）が指定管理者となっている。

## 沿革
旧海南市役所庁舎及び隣接する燦々公園や海南市児童図書館などの跡地に建てられた。
当初は2020年4月19日開業予定であったが、新型コロナウイルス感染拡大の影響で開館を同年5月7日に延期するも、感染は収束せず再延期され、同年6月1日に開館した。

## 施設
- 1階 - 駐車場
- 2階 - 海南市立海南図書館（絵本のライブラリー、託児室、ラウンジ、カフェ）
- 3階 - 海南市立海南図書館（こどものライブラリー、読書の森、秘密基地）
- 4階 - 海南市立海南図書館（メインライブラリー、学習席、ITラボ）

図書館は海南市児童図書館の蔵書も引き継いでいる。
隣接する敷地にあった海南市民会館から機能を引き継いだ市民活動・生涯学習活動支援機能として、ノビノスホール(定員254)や会議室、さらに多目的室や音楽練習室などの貸室が用意されている。
託児室は株式会社明日香が運営を担当している。ほかに子育て支援機能としてノビノスパーク、授乳室・子どもトイレなどがあり、広場に設けられた簡易ステージともなるノビノスルーフの下で遊ぶ子供を見守ることのできる保護者待機室も設置されている。
2階ラウンジには、スターバックスコーヒー海南nobinos店が併設されており、スターバックスコーヒージャパン直営店の公共図書館への出店は岐阜市、大和市に続く3例目となっている。
駐車場には燦々公園にあった記念碑「日中両国平和の塔」が移設されている。